# Nesophanes fulgidum
Nesophanes fulgidum är en skalbaggsart som beskrevs av Chemsak 1967. Nesophanes fulgidum ingår i släktet Nesophanes och familjen långhorningar.
Artens utbredningsområde är Bahamas. Inga underarter finns listade i Catalogue of Life.